# Billy Soose
Billy Soose est un boxeur américain né le 2 août 1915 à Farrell, Pennsylvanie, et mort le 5 septembre 1998.

## Carrière
Il devient champion des poids moyens de la New York State Athletic Commission (NYSAC) en battant aux points Ken Overlin le 9 mai 1941.
Soose est le dernier détenteur de la ceinture NYSAC qui ne sera pas remise en jeu après sa victoire (controversée) face à Overlin. Il perd le 30 juillet 1941 un combat sans titre en jeu contre Georgie Abrams qui gagna lui le droit d’affronter Tony Zale pour le titre unifié des poids moyens le 28 novembre 1941.

## Distinction
- Billy Soose est membre de l'International Boxing Hall of Fame depuis 2009[2].